# Juan Luis Lorda
Juan Luis Lorda Iñarra (Pamplona, 24 de enero de 1955) es ingeniero industrial, doctor en Teología, y profesor ordinario de Teología Dogmática y del Instituto Core curriculum en la Universidad de Navarra. Ordenado sacerdote en 1983, está incardinado en la Prelatura del Opus Dei.

## Biografía
Se graduó en la ingeniería industrial (1977). Se doctoró en Teología (1982). Desde 1983, es profesor de teología dogmática y la antropología cristiana en la Facultad de Teología de la Universidad de Navarra. Profesor Ordinario de Teología Dogmática y desde 2017, Director del Departamento de Teología Dogmática de la Universidad de Navarra. 
Ha colaborado en  Alfa y Omega.
Ha colaborado en diversas revistas: Palabra, Alfa y Omega, Nuestro Tiempo, y Aceprensa. También en la prensa diaria en: Diario de Navarra, La Gaceta de los Negocios y El País, y en el programa Alborada de Radio Nacional de España.
Es capellán de la Hermandad de la Pasión del Señor (Pamplona), desde enero de 2022.

## Publicaciones

### Monografías

#### Tratados de Teología
- La Gracia de Dios, Ed. Palabra, Madrid, 2005, 1ª ed.[10]
- Antropología teológica, Ed. Eunsa, Pamplona, 2020, [3ª ed.]

#### Ensayos teológicos
- Avanzar en teología, Ed. Palabra, Madrid, 1999, 1ª ed.
- El fermento de Cristo. La eficacia del cristianismo, Ed. Rialp, Madrid, 2003, 1ª ed.
- Antropología cristiana: del Concilio Vaticano II a Juan Pablo II, Ed. Palabra, Madrid, 2004, 3ª ed.[11][12]
- Antropología bíblica: de Adán a Cristo, Ed. Palabra, Madrid, 2005, 1ª ed.[13]
- El celibato sacerdotal. Espiritualidad, disciplina y formación de las vocaciones al sacerdocio, Ed. Eunsa, Pamplona, 2009, 2ª ed.
- Para una idea cristiana del hombre: aproximación teológica a la antropología, Ed. Rialp, Madrid, 2010, 3ª ed.[14]
- San Juan Pablo II, Papa y pensador cristiano, Ed. Palabra, Madrid, 2020, 1ª ed.

#### Manual de Teología
- Antropología teológica (con Alfredo Álvarez), Instituto de Ciencias Religiosas Ed. Eunsa, Pamplona, 2016.[15]

#### Ensayos humanísticos
- Humanismo. Los bienes invisibles, Ed. Rialp, Madrid, 2009, 2ª ed.[16]
- Humanismo II. Tareas del espíritu, Ed. Rialp, Madrid, 2010, 1ª ed.
- Aforismos. Humanos, cristianos y políticos,  Ed. Rialp, Madrid, 2013, 1ª ed.
- La vida intelectual en la Universidad. Fundamentos, experiencias y libros Ed. Eunsa, Pamplona, 2016, 1ª ed.

#### Libros de divulgación cristiana
- La señal de la cruz, Ed. Rialp, Madrid, 1998, 1ª ed. (2011, 2ª ed.)
- Moral: el arte de vivir, Ed. Palabra, Madrid, 2003, 9ª ed.
- Virtudes. Experiencias humanas y cristianas, Ed. Rialp, Madrid, 2013, 1ª ed. (4ª ed.)
- Los diez mandamientos, Ed. Rialp, Madrid, 2015, 1ª ed.
- Para ser cristiano, Ed. Rialp, Madrid, 2018, 17ª ed.[17]
- Un poco de luz: Anécdotas y reflexiones, Ed. Eunsa, Pamplona, 2022, 1ª ed

### Artículos
- "Claves teológicas para una lectura de Caritas in veritate" = "Theological Keys to the Reading of Caritas in veritate", Scripta Theologica, ene-abr. 2010, Vol. 42, núm.1, pp.101-120.[18][19]